# Joachim von Gersdorff (1677-1745)
 Der er flere personer med dette navn, se Joachim Gersdorff.
Joachim (von) Gersdorff (født 1677, død 1745) til Isgård, Kvelstrup og Vosnæsgård var en dansk amtmand.
Han var søn af Christian Joachim Gersdorff og Sophia Nansen, var amtmand over Kalø Amt og konferensråd. Han var gift med Edel Margrethe von Gersdorff, et tysk medlem af slægten. Han var fader til Christian Frederik von Gersdorff.